# Patuxets

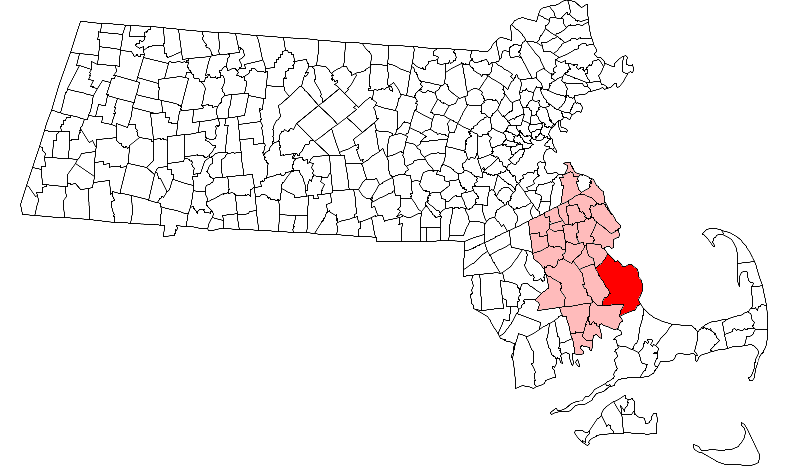
Représentation Massachusetts - en rouge lieux d'origine des Patuxets

Les Patuxets sont une tribu amérindienne de la confédération tribale des Wampanoags, actuellement éteinte. Ils vivaient principalement dans et autour de l'actuelle Plymouth, dans le Massachusetts, et ont été parmi les premiers Amérindiens rencontrés par les colons européens dans la région au début du XVIIe siècle. La plupart de la population est décédée à la suite de maladies infectieuses épidémiques. Le dernier des Patuxets - un individu nommé Tisquantum (alias « Squanto »), qui a joué un rôle important dans la survie de la colonie de Plymouth - est décédé en 1622.

## Histoire

### Dévastation
Les Patuxets ont été anéantis par une série de pandémies qui ont décimé les peuples autochtones du sud-est de la Nouvelle-Angleterre au cours de la deuxième décennie du XVIIe siècle. Les épidémies qui ont balayé la Nouvelle-Angleterre et les provinces maritimes canadiennes entre 1614 et 1620 ont été particulièrement dévastatrices pour les Wampanoags et les Massachusetts voisins, le taux de mortalité atteignant 100 % dans de nombreux villages du continent. Lorsque les Pèlerins débarquèrent en 1620, tous les Patuxets sauf Tisquantum étaient morts. Les épidémies ont été attribuées de diverses manières à la variole, à la leptospirose, et à d'autres maladies,,,.

### Le dernier des Patuxets
Certains capitaines d'expédition européens étaient connus pour augmenter leurs profits en capturant des indigènes pour les vendre comme esclaves. Ce fut le cas lorsque Thomas Hunt enleva plusieurs Wampanoags en 1614 pour les revendre plus tard en Espagne. L'un des captifs de Hunt était un Patuxet nommé Tisquantum, qui finit par être connu sous le nom de Squanto (un surnom que lui donna son ami William Bradford). Après que Tisquantum ait retrouvé sa liberté, il a pu se rendre en Angleterre où il a vécu pendant plusieurs années, travaillant pour un constructeur naval.
Il s'est engagé comme interprète pour une expédition britannique à Terre-Neuve. De là, Tisquantum retourna chez lui, pour découvrir qu'en son absence, des épidémies avaient tué tout le monde dans son village.

### Les pèlerins
Les premiers colons de la colonie de Plymouth (devenue depuis la ville du même nom), tout juste débarqués du navire Mayflower, installèrent leur colonie à l'emplacement d'un ancien village de Patuxets, nommé « Port St. Louis » (Samuel de Champlain, 1605) ou « Accomack » (John Smith, 1614). En 1616, le site avait été renommé « New Plimoth » dans l'ouvrage de Smith A Description of New England, après une suggestion du prince Charles d'Angleterre. La terre qui avait été défrichée et cultivée par les habitants précédents (morts depuis à cause des épidémies) fut l'une des principales raisons du choix de l'emplacement au moment de cette installation.
Tisquantum a contribué à la survie de la colonie de colons anglais à Plymouth. Samoset, un sachem abénaqui du Maine, se présenta aux pèlerins à leur arrivée en 1620. Peu de temps après, il a présenté Tisquantum (qui parlait vraisemblablement un meilleur anglais) aux pèlerins, qui s'étaient installés sur le site de l'ancien village de Squanto. À partir de ce moment, Squanto s'est consacré à les aider, et enseigna aux Anglais les compétences dont ils avaient besoin pour survivre, notamment comment cultiver au mieux les variétés des Trois Sœurs : haricots, maïs et courge.
Bien que Samoset semble avoir joué un rôle important dans l'établissement de relations initiales avec les pèlerins, Squanto a sans aucun doute eu un rôle primordial pour leur survie. De plus, il a également servi d'intermédiaire entre les pèlerins et Massasoit, le Grand Sachem des Wampanoags (nom d'origine Ousamequin ou « Plume Jaune »). En tant que tel, il a joué un rôle déterminant dans le traité d'amitié que les deux ont signé, permettant aux colons d'occuper la zone autour de l'ancien village des Patuxets. Massasoit a respecté ce traité jusqu'à sa mort en 1661.
À l'automne 1621, les colons de Plymouth et Wampanoag ont partagé une fête des récoltes d'automne. Cette célébration de trois jours impliquant tout le village et environ 90 Wampanoags a été fêtée comme un symbole de coopération et d'interaction entre les colons anglais et les Amérindiens. L'événement a ensuite inspiré les Américains du XIXe siècle à faire de Thanksgiving une fête nationale aux États-Unis. La fête des récoltes s'est déroulée sur le site historique des villages des Patuxets.